# Zone de protection paysagère de Kesznyéten
La Zone de protection paysagère de Kesznyéten (hongrois : Kesznyéteni Tájvédelmi Körzet, prononcé [ˈkɛsɲeːtɛni ˈtaːjveːdɛlmi ˈkøɾzɛt]) est une aire protégée située dans les comitats de Borsod-Abaúj-Zemplén et Hajdú-Bihar, à proximité de Tiszaújváros et dont le périmètre est géré par le parc national de Bükk. La plaine humide de Tiszadob fait partie de la zone mais est gérée par le parc national de Hortobágy.